# پمیلیا لایلی
پِمیلیا لایلی (نام علمی: Pimelea lyallii) معمولا به عنوانِ گل‌برنجی شنزار جنوب (به انگلیسی: southern sand daphne)، نام یک گونه از سرده گل‌برنجی‌ها است.